# Le indagini di Sister Boniface
Le indagini di Sister Boniface (Sister Boniface Mysteries) è una serie televisiva britannica creata da Jude Tindall. La serie è lo spin-off di Padre Brown, poiché il personaggio di sorella Boniface è stato introdotto in un episodio di Padre Brown (stagione 1, episodio 6: Omicidi al convento). La serie è pubblicata dall'8 febbraio 2022 su BritBox.

## Trama
Inghilterra, primi anni '60. Sorella Boniface è una suora cattolica del convento di St. Vincent nella città immaginaria di Great Slaughter nelle Cotswolds. Oltre ai suoi doveri religiosi in convento, produce vino e ha un dottorato di ricerca in scienze forensi, che le consente di collaborare come consulente scientifico della polizia locale per le indagini.

## Episodi
| Stagione         | Episodi    | Pubblicazione UK | Prima TV Italia |
| ---------------- | ---------- | ---------------- | --------------- |
| Prima stagione   | 10         | 2022             | 2023            |
| Seconda stagione | 10Speciale | 2023             | 2024            |
| Terza stagione   | 8Speciale  | 2024             | 2025            |

## Personaggi e interpreti

### Personaggi principali
- Sorella Boniface (stagione 1-in corso), interpretata da Lorna Watson, doppiata da Emanuela Damasio.
Suora cattolica, esperta in vinificazione che possiede un dottorato di ricerca in scienza forense aiutando la polizia locale nelle indagini.
- Sam Gillespie (stagione 1-in corso), interpretato da Max Brown, doppiato da Gianfranco Miranda.
Ispettore di polizia ed ex ufficiale dell'esercito.
- Felix Livingstone (stagione 1-in corso), interpretato da Jerry Iwu, doppiato da Gabriele Vender.
Sergente di polizia distaccato dalle forze dell'ordine di Bermuda.
- Ruth Penny (stagione 1, guest stagioni 2-3), interpretata da Miranda Raison, doppiata da Ilaria Latini.
Giornalista del quotidiano locale.
- Peggy Button (stagione 1-in corso), interpretata da Ami Metcalf, doppiata da Lucrezia Marricchi.
Agente di polizia.

### Personaggi ricorrenti
- Signora Clam (stagione 1-in corso), interpretata da Belinda Lang, doppiata da Mirta Pepe.
- Sorella Adrian (stagione 1-in corso), interpretata da Carolyn Pickles, doppiata da Antonella Giannini.
La reverenda madre del convento di St. Vincent di Great Slaughter.
- Sorella Reginald (stagione 1-in corso), interpretata da Virginia Fiol, doppiata da Anna Cugini.
- Sorella Peter (stagione 1-in corso), interpretata da Tina Chiang, doppiata da Erica Necci.
- Tom Thomas (stagione 1-in corso), interpretato da David Sterne, doppiato da Guido Sagliocca.
- Ted Button (stagione 1-in corso), interpretato da Ivan Kaye, doppiato da Dario Oppido.
Il padre di Peggy e proprietario della macelleria di Great Slaughter.
- Signorina Thimble (stagione 1-in corso), interpretata da Sarah Crowden, doppiata da Graziella Polesinanti.
- Hector Lowsley (stagione 1-in corso), interpretato da Robert Daws, doppiato da Roberto Stocchi.
Il capo della polizia.
- Clement Rugg (stagione 2), interpretato da Mat Fraser.
Cronista.
- Norman Walley (stagione 2), interpretato da Jack Gouldbourne.
Giovane giornalista, compagno di scuola di Peggy Button.
- Victoria Braithwaite (stagione 3, guest stagione 1), interpretata da Ayesha Griffiths, doppiata da Martina Felli.
Fidanzata di Felix.

### Guest star
- Padre Brown (stagione 1), interpretato da Mark Williams, doppiato da Oliviero Dinelli.
- Prunella Gladwell (stagione 1), interpretata da Sylvestra Le Touzel.
- Leonard Monk (stagione 2), interpretato da John Thomson.
- Vivienne Bonham-Crane (stagione 2), interpretata da Maggie Steed.
Madre di Boniface.
- Malise Bonham-Crane (stagione 2), interpretato da Geoff McGivern.
Padre di Boniface.
- Jacob Livingstone (stagione 3), interpretato da Patrick Robinson.
Padre di Felix.

## Produzione

### Sviluppo
Il produttore esecutivo di Padre Brown, Will Trotter, ha annunciato lo sviluppo di uno spin-off, presentando il progetto a BritBox. La serie possiede diversi sceneggiatori e registi, come John Maidens, Paul Gibson, Kit Lambert, Tahsin Güner e Ian Barber.
Nel febbraio 2022 la serie è stata rinnovata per una seconda stagione.

### Riprese
La sede del convento di St. Vincent è il Princethorpe College, una scuola privata cattolica situata a Princethorpe, vicino a Rugby, nel Warwickshire, in Inghilterra. Il 22 giugno 2023 sono iniziate le riprese della terza stagione che include uno speciale di Natale. Le riprese della quarta stagione sono incominciate nel luglio 2024.

## Distribuzione
In Italia la prima stagione è andata in onda dal 9 giugno 2023 su Sky Investigation la seconda dal 24 gennaio 2024 e la terza dal 25 marzo 2025. Dal 9 marzo 2024 la serie è stata trasmessa su Rai 2, ma la sua programmazione viene interrotta dopo i primi sei episodi a causa dei bassi ascolti registrati. Torna il 3 e il 10 maggio 2024 su Rai Premium con gli ultimi episodi della prima stagione.

### Edizione italiana
La direzione del doppiaggio è a cura di Alessio Maria Bianchi, su dialoghi di Stefano Ronchetti, Emanuela D'Amico e Giampiero Luciani e Andrea Curi, per conto di Laser Digital Film.